# Linum decumbens
Linum decumbens är en linväxtart som beskrevs av René Louiche Desfontaines. Linum decumbens ingår i släktet linsläktet, och familjen linväxter. Inga underarter finns listade i Catalogue of Life.